# 2B+B2 Auvert et Ferrand
La locomotive Auvert et Ferrand est une locomotive électrique prototype de la Compagnie des chemins de fer de Paris à Lyon et à la Méditerranée (PLM). Elle est de classification 2B+B2 et est constituée de deux demi-locomotives symétriques accouplées. Construite entre 1907 et 1909 par Alioth, les chantiers de la Buire et par les ateliers PLM d'Oullins, elle réalise une campagne d'essais sur la ligne de Cannes-la-Bocca à Grasse. La ligne est à ce titre équipée d'une caténaire et sert de cadre aux marches de la locomotive entre 1910 et 1913.
Les ingénieurs Louis Auvert et Alphonse Ferrand mènent les études de conception et les essais de la machine. Bien que les marches d'essais soient prometteuses, les expérimentations de la traction électrique sur le PLM n'ont pas de véritable application en service commercial avant l'électrification de la ligne de la Maurienne près de quinze ans plus tard.

## Contexte
Les premières traces d'essais de traction électrique pour le chemin de fer remontent à 1837 avec la locomotive à pile de Robert Davidson. Longtemps, les seules applications de ce mode de traction sont les transports urbains avec notamment les tramways et les trains miniers. La fin du XIXe siècle et le début du XXe siècle marquent donc les débuts des expérimentations à grande échelle de la traction électrique ferroviaire. Plusieurs lignes sont ainsi électrifiées en Hongrie, en Suisse, en Allemagne, en Italie ou aux États-Unis. Les balbutiements de ce nouveau mode de traction entraînent des divergences de points de vue quant au type de courant à utiliser, aux tensions et intensités à appliquer ou au mode de captation des courants de traction.
En France, le PLM fait figure de précurseur en mettant en place dès 1894 la traction électrique en service commercial sur la ligne de Saint-Étienne-Le Clapier à La Béraudière. La locomotive E 2 construite à cet effet n'offre que des performances limitées mais son service est tout de même considéré comme satisfaisant. Louis Auvert, qui est depuis peu ingénieur du matériel au PLM, supervise l'installation d'un troisième rail sur la ligne et les essais de cette locomotive. Il conçoit à partir de 1893 la locomotive 1B E 1 à accumulateurs qui est essayée par le PLM entre Paris et Melun. Enfin, la ligne de Saint-Gervais à Vallorcine est construite à partir de 1899 et l'étude de la traction électrique sur la ligne est également confiée à Auvert.
En dehors des lignes du PLM, seules les lignes des Invalides à Versailles-Rive-Gauche, de Quai-d'Orsay à Paris-Austerlitz et de Paris-Austerlitz à Bordeaux-Saint-Jean sont en partie électrifiées avec un troisième rail entre 1900 et 1910.

## Historique

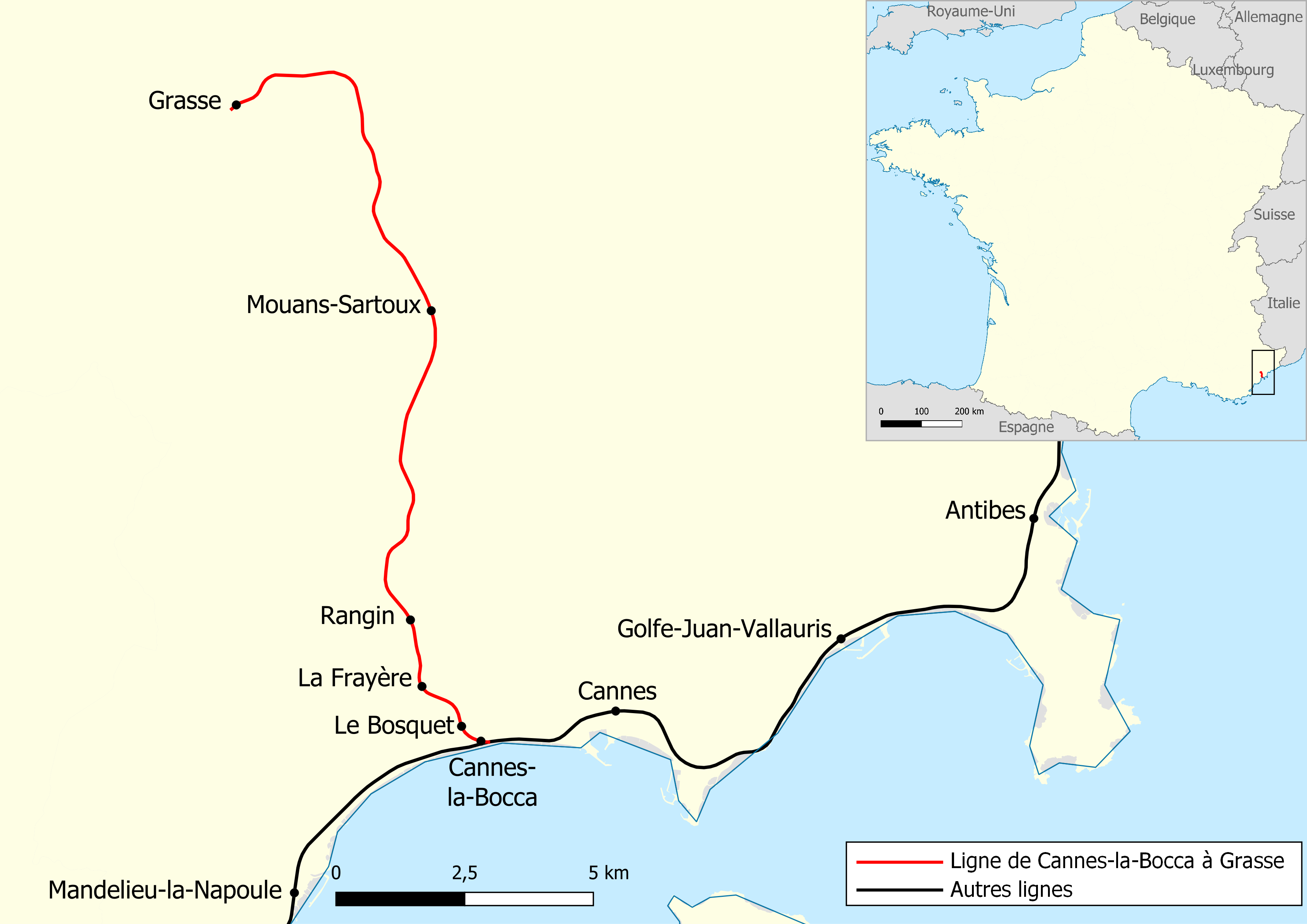
Tracé de la ligne de Cannes-la-Bocca à Grasse.

En 1901, la Revue de Grasse annonce que le PLM envisage d'électrifier par troisième rail la section entre Cannes et Grasse de la ligne de Marseille à Vintimille, projet qui reste sans suite puisque cette ligne ne sera équipée d'une caténaire que dans les années 1960. En mai 1908, un journaliste du même journal annonce que le PLM a décidé de mettre en place la traction électrique sur la ligne de Cannes à Grasse à partir d'août ou septembre 1908 afin de réduire les temps de trajet des trains. Quelques jours plus tard, la compagnie dément dans L'Éclaireur de Nice l'électrification définitive de la ligne devant l'enthousiasme de la presse face à ce qu'elle annonce être de simples essais temporaires. À la même époque, les projets de construction du funiculaire de Grasse et d'une ligne de tramway entre Cagnes et Grasse se précisent.
Le PLM choisit la ligne de Cannes-la-Bocca à Grasse et plus spécifiquement la section entre Mouans-Sartoux et Grasse en raison de trois critères :
- la ligne est desservie par un trafic modéré permettant sans difficulté d'exploitation d'insérer des sillons pour des marches d'essais ;
- le profil de la ligne — présentant des rampes de 18 à 20 ‰ — est intéressant pour tester les capacités de la locomotive face à des profils difficiles ;
- la région est équipée de nombreuses usines hydroélectriques produisant un courant industriel facilement disponible pour réaliser les essais.

Le PLM transmet le 12 février 1909 au ministère des Travaux publics une demande d'autorisation pour réaliser des essais de traction sur la ligne de Canne à Grasse, demande renouvelée le 16 avril. Cette autorisation est accordée à la compagnie le 2 septembre 1909. Le ministère impose toutefois que les essais se tiennent de nuit et soient terminés avant 4 heures. Le PLM doit aussi informer la direction départementale des PTT avant la tenue de chaque marche d'essais afin que les communications de la ligne télégraphique de Paris à Gênes via Nice soient détournées et ne passent plus par Grasse au risque d'être perturbées, et ce, aux frais de la compagnie. Enfin, si le PLM décide finalement d'électrifier l'ensemble de la ligne de Cannes à Grasse, la compagnie doit effectuer une nouvelle demande auprès du ministère. Si les essais s'avèrent concluants, la compagnie envisage d'électrifier les lignes de Cannes à Grasse, de Marseille à Vintimille, d'Alès à Langogne, de Chambéry à Modane et de Mouchard à Pontarlier. Le 14 juin 1910, le ministère des Travaux publics autorise formellement les essais qui débutent à l'automne 1910 après que la ligne d'essais a été électrifiée.

### Électrification de la ligne
L'alimentation électrique nécessaire aux essais est produite par la centrale hydro-électrique de la Siagne. Cette usine appartenant à Énergie électrique du littoral méditerranéen (EELM) et située à proximité de Saint-Cézaire-sur-Siagne alimente habituellement le réseau électrique des Alpes-Maritimes et du Var avec une tension de 30 kV en courant triphasé. Pour les besoins des essais, deux alternateurs de cette centrale fonctionnent la nuit en génératrice monophasée. Le courant alternatif produit est conduit à un poste de transformation établi à 7 km de Grasse au lieu-dit de Pré-du-Lac qui abaisse la tension de 30 à 12 kV. Le courant abaissé est ensuite acheminé vers le poste d'EELM de Grasse qui est équipé de plusieurs appareils de mesure de haute précision fabriqués par Hartmann et Braun et permettant de relever et enregistrer la tension, l'intensité et la puissance consommées durant les essais de la locomotive. L'alimentation de la caténaire s'effectue à proximité de la gare de Grasse au PK 18,548 de la ligne où une connexion est également établie avec le rail pour assurer le retour de courant. L'ensemble de ces équipements est installé fin 1908 par EELM.

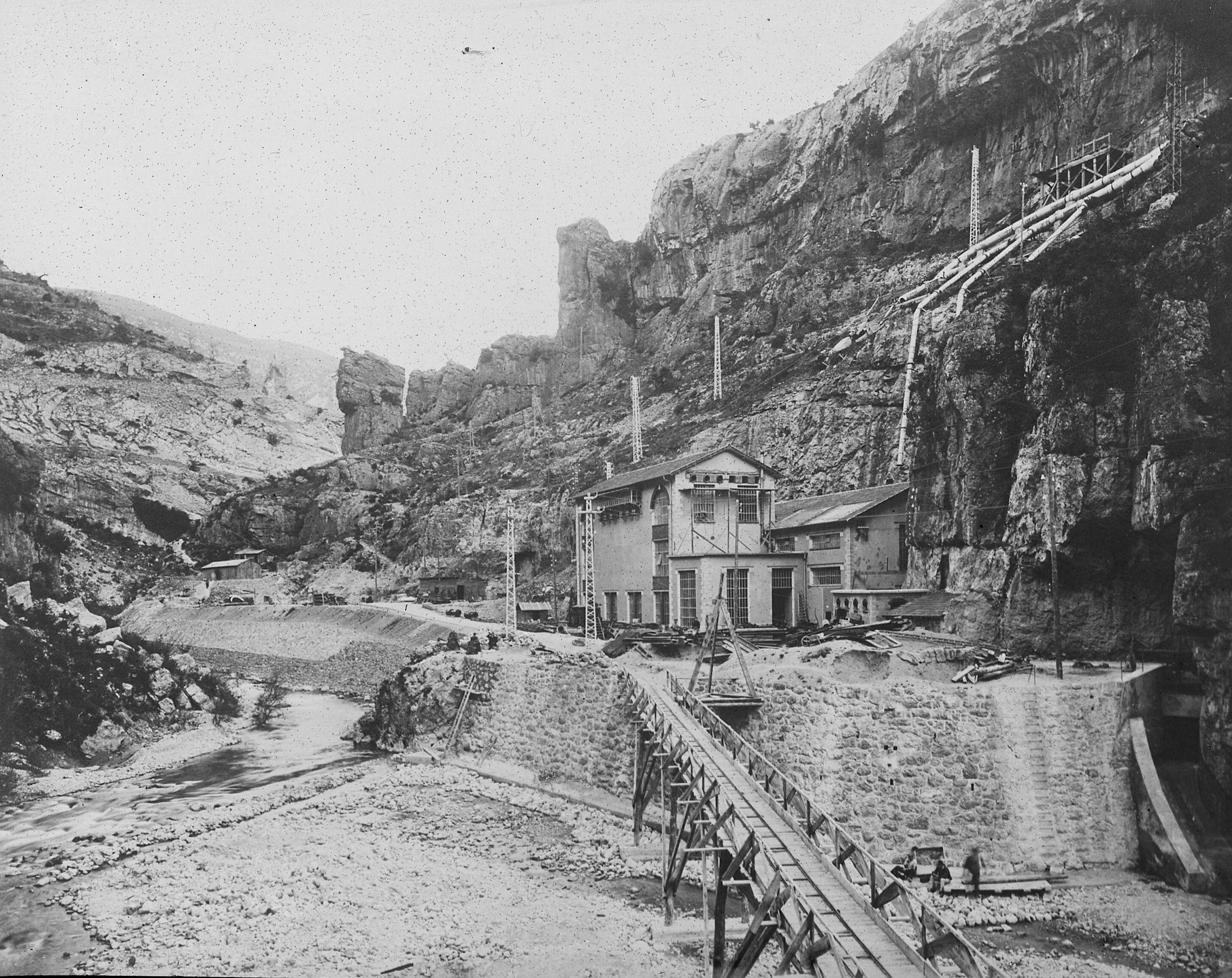
Vue générale de l'usine de la Siagne.
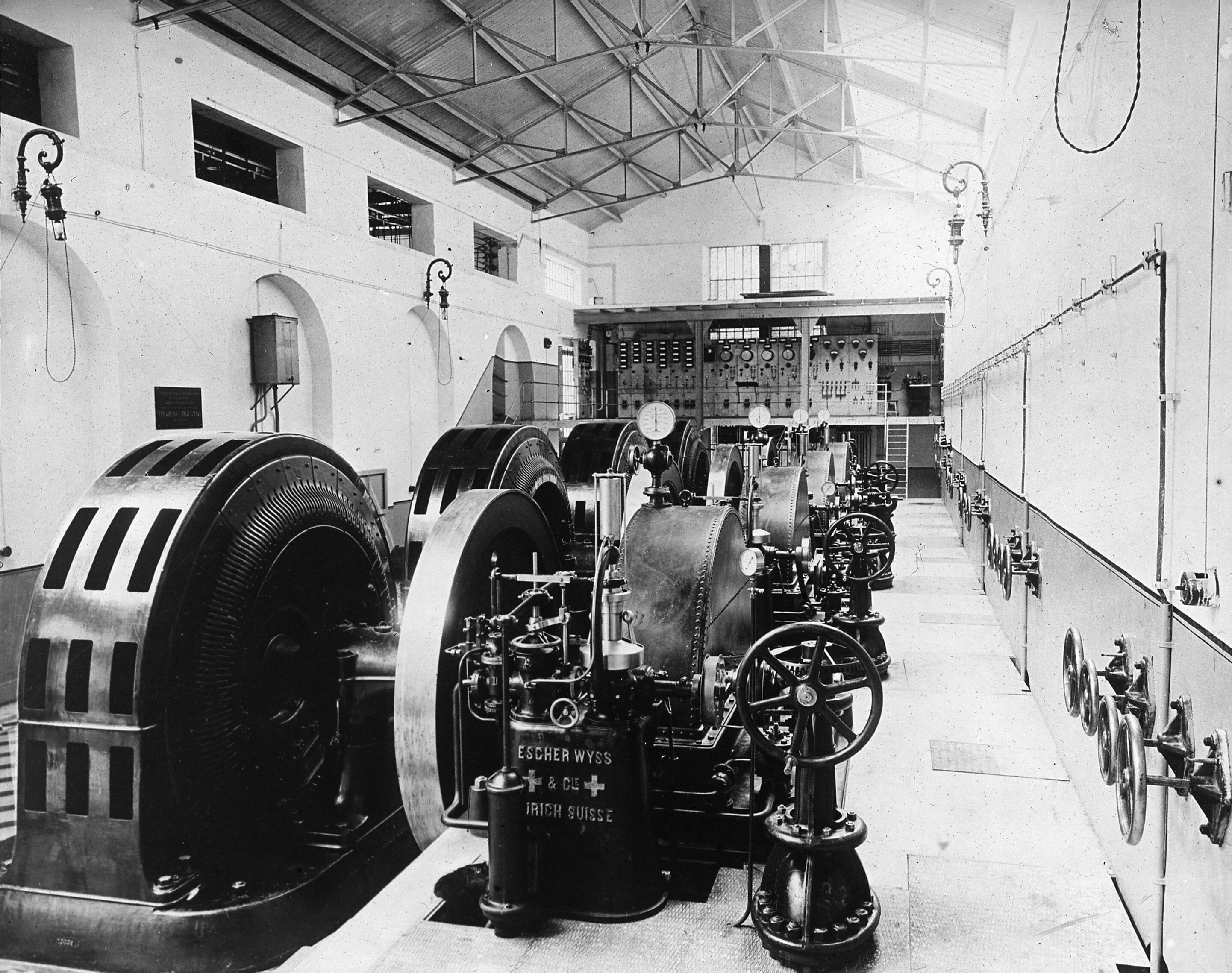
Les quatre alternateurs de l'usine de la Siagne.

La caténaire est quant a elle montée à l'automne 1909 par la société Alioth sur les 7,3 km séparant les gares de Grasse et de Mouans-Sartoux. Cette caténaire est de conception légère : la ligne aérienne de contact en fil de cuivre de 80 mm2 de section est supportée par des consoles métalliques transversales fixées sur des poteaux en bois. La hauteur du fil de contact varie entre 4,5 et 6 m. Afin d'assurer une tension constante du fil, des tendeurs automatiques sont installés tous les 1 500 m. Un retour à la terre par fil de cuivre est assuré tous les 400 m. Les rails assurent le retour de courant aidés en cela par un fil de cuivre de 60 mm2 de section auquel les rails sont connectés tous les 150 m et sont fixés sur les poteaux en bois supportant la caténaire. La tension d'alimentation de la ligne est de 12 000 V à 25 Hz.

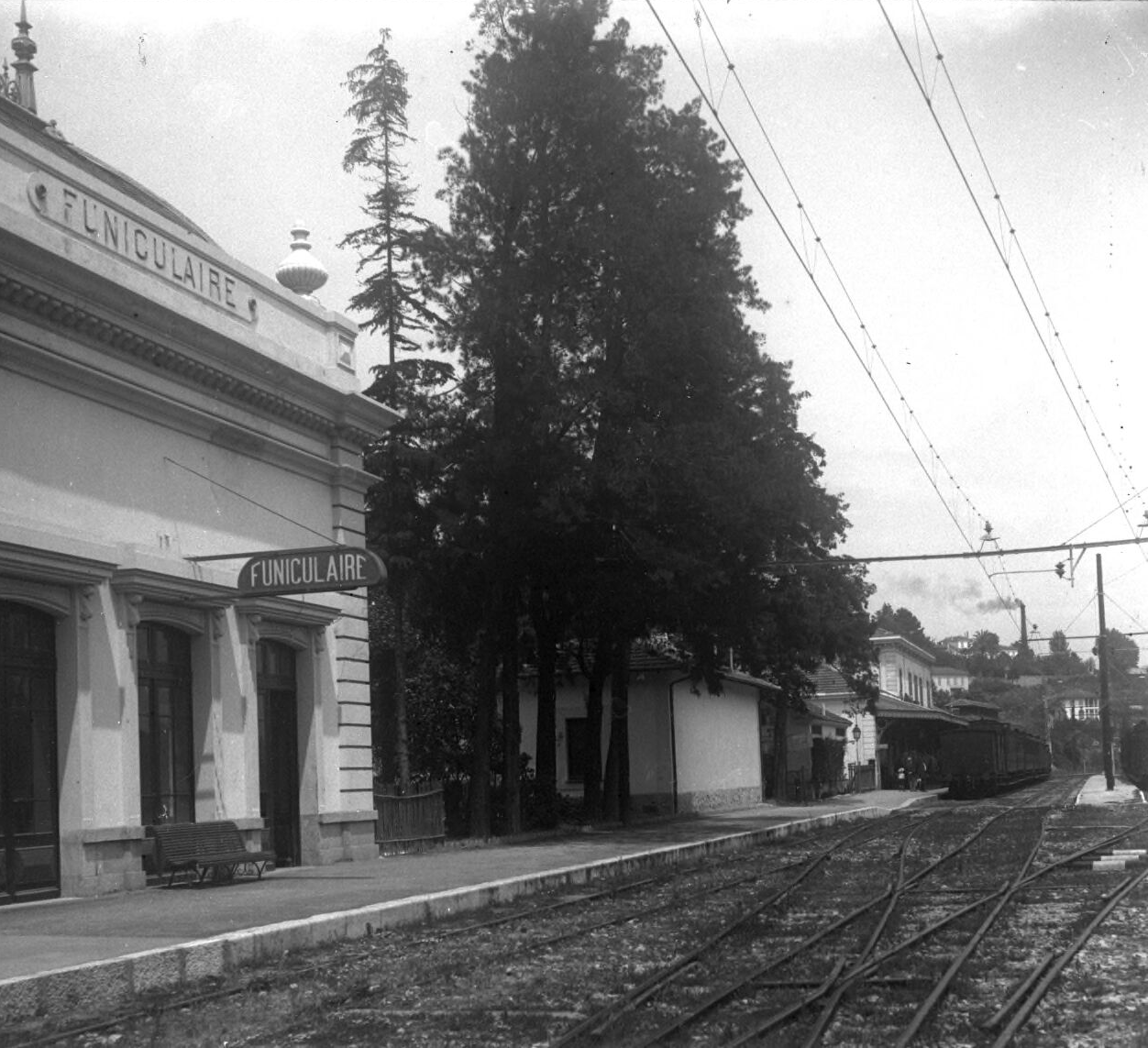
Caténaire à Grasse.
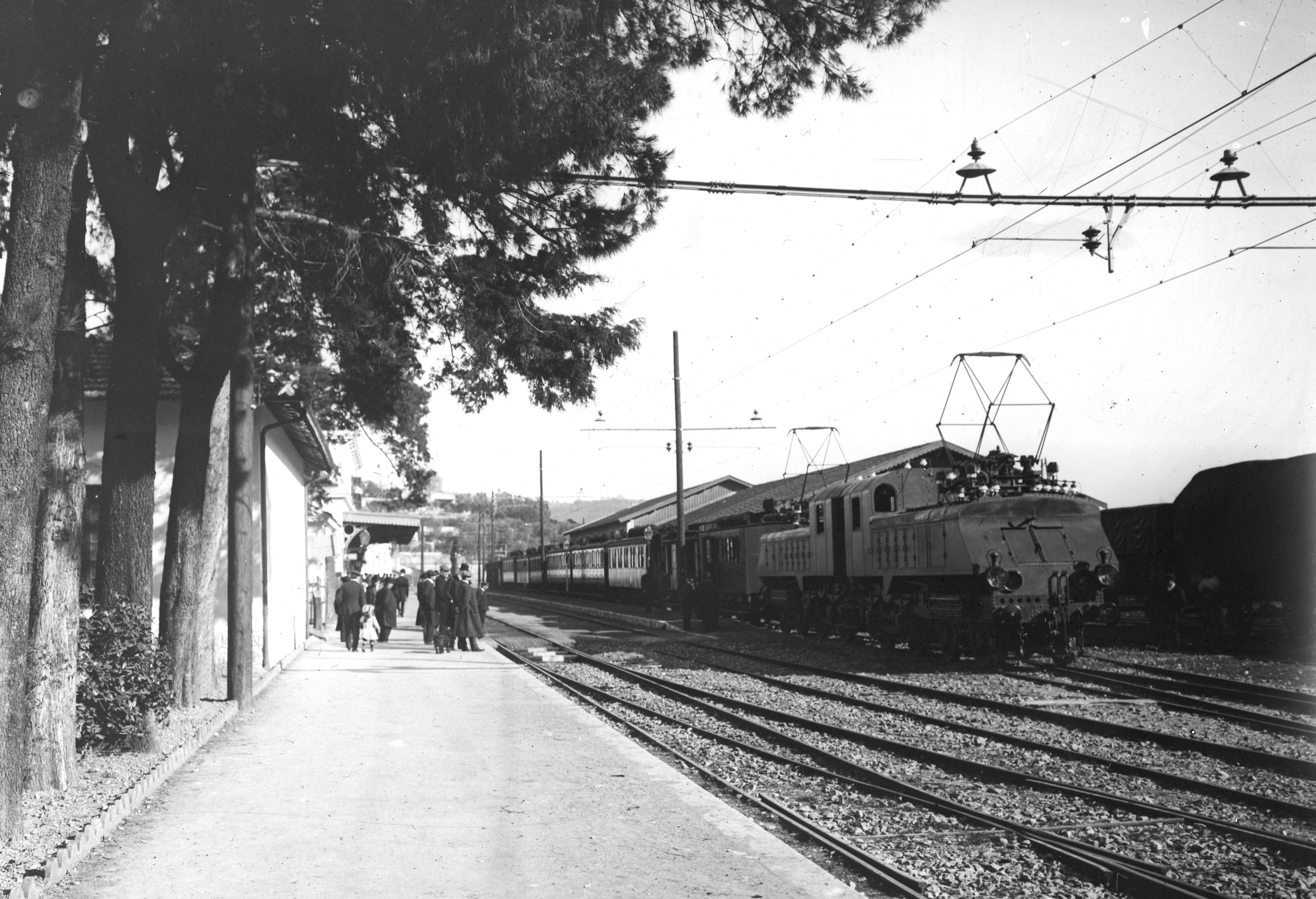
La locomotive sous la caténaire de la gare de Grasse.
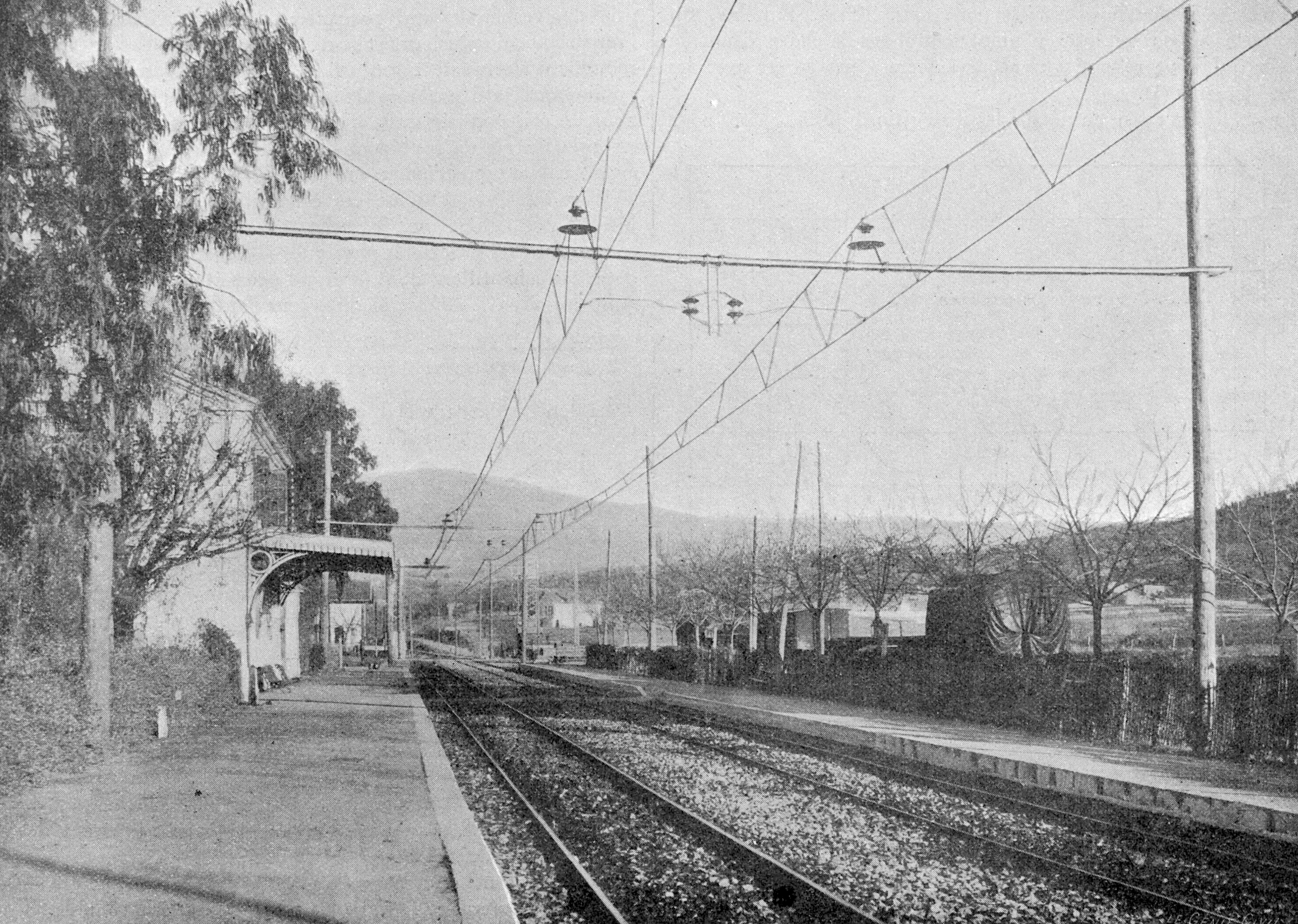
Caténaire à Mouans-Sartoux.

La première mise sous tension de la ligne a lieu le 3 décembre 1909 sous la supervision de M. Cattani, ingénieur représentant Alioth. Le but de cet essai est de valider l'absence de perturbation électromagnétique produite par la ligne sur les lignes téléphoniques de la région. La caténaire est vraisemblablement démontée en 1914 au début de la Première Guerre mondiale afin de récupérer les métaux pour l'effort de guerre,.

### Conception et construction de la locomotive
Depuis le début du XXe siècle, Louis Auvert travaille avec Alphonse Ferrand, un autre ingénieur du PLM spécialisé dans la traction électrique. Ils déposent dès juillet 1902 un brevet portant sur un transformateur de courant alternatif monophasé en courant continu. Ce système est nommé redresseur-régulateur Auvert et Ferrand. En 1905, un prototype de ce redresseur est construit par Schneider et Cie au Creusot,. Il est installé en mars et avril 1905 dans l'usine génératrice de Bercy appartenant à la Compagnie du chemin de fer métropolitain de Paris afin d'être soumis à une batterie d'expérimentations. Alimenté en 240 V, l'appareil développe une puissance de 4 000 kw avec un rendement de 91 %. Pour donner suite à ces essais, le PLM autorise l'entreprise suisse Alioth à construire et à expérimenter dans son usine de Münchenstein près de Bâle un système similaire sur banc d'essai. Afin de confirmer des résultats expérimentaux jugés encourageants, Alioth et le PLM s'accordent pour construire une locomotive permettant de mettre en pratique le redresseur-régulateur en conditions réelles.

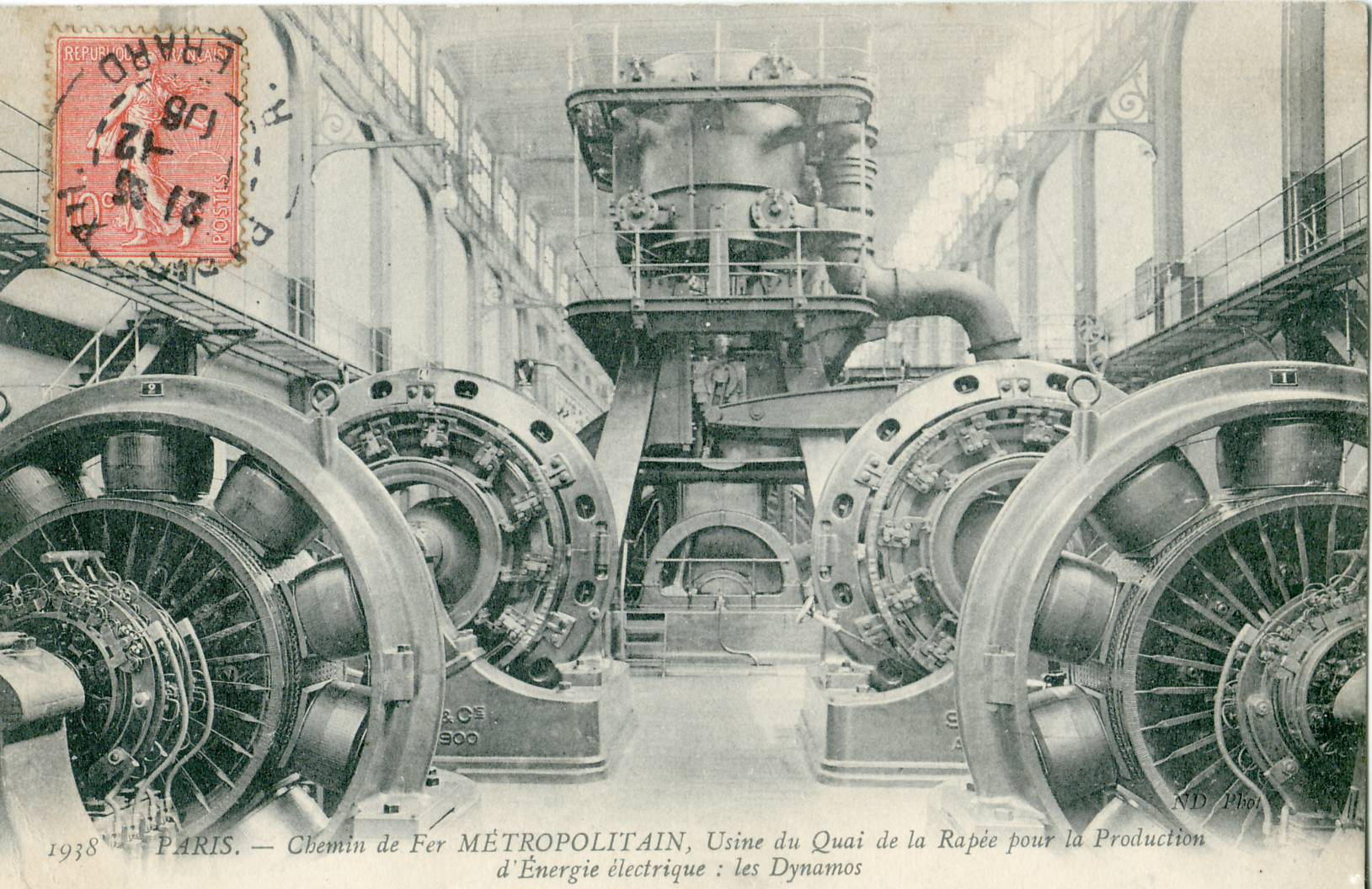
Dynamos de l'usine génératrice de Bercy.
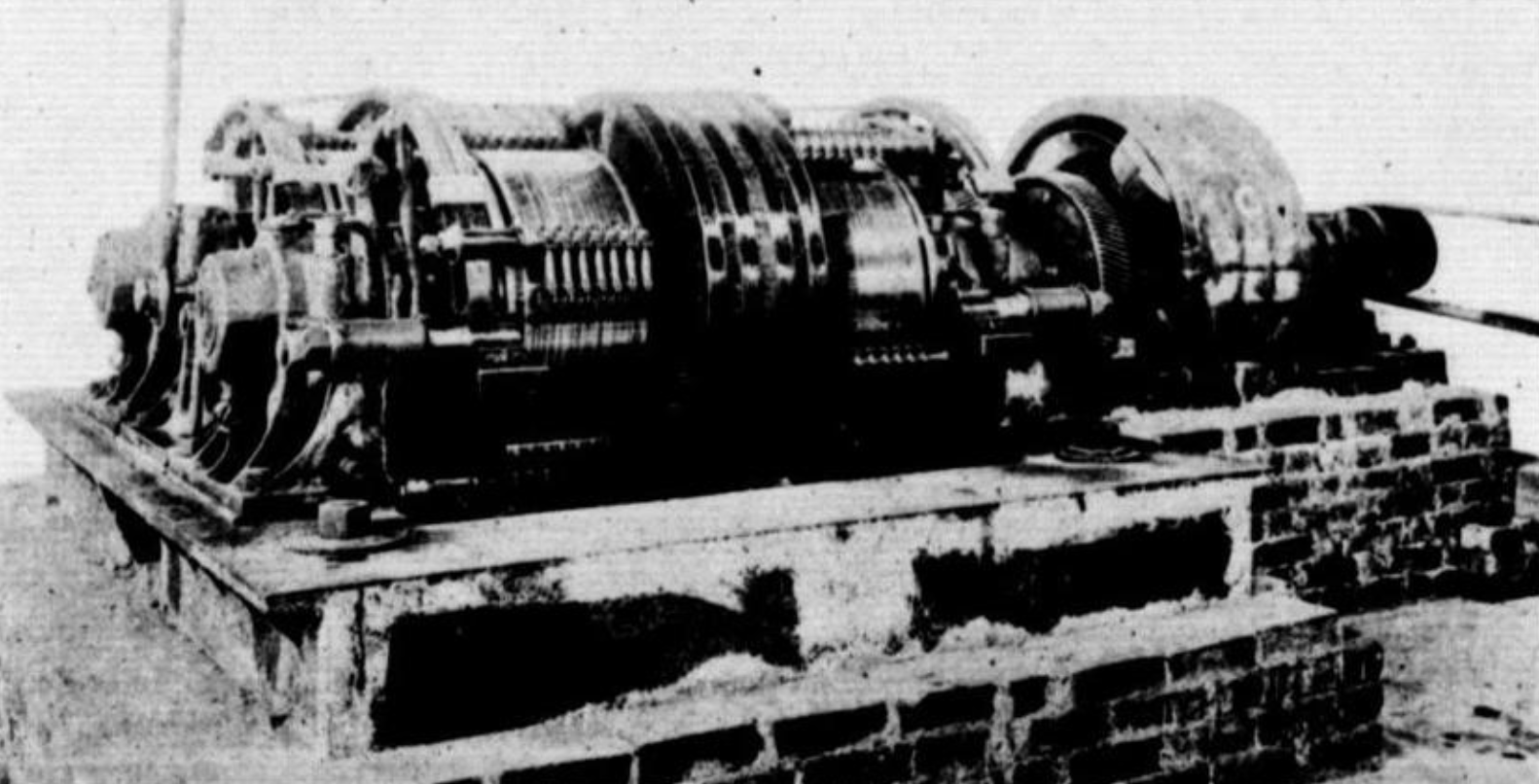
Prototype du redresseur-régulateur Auvert et Ferrand (1905)

La construction de la machine est financée de compte à demi par le PLM et par Alioth. Alioth fabrique la partie électrique de la locomotive tandis que les Chantiers de La Buire et les ateliers PLM d'Oullins s'occupent de construire la partie mécanique,. La construction de la locomotive débute vers 1907 et est terminée en décembre 1909. La locomotive est finalement acheminée à Cannes par locomotive à vapeur pour subir ses essais.

### Essais
Les essais de la locomotive débutent à l'automne 1910. Ces marches d'essais nocturnes conduisent la locomotive à être placée en tête de rames de fourgons avec des masses totales tractées allant de 200 à 300 t. Un wagon dynamométrique est attelé derrière la locomotive et permet de relever les mesures de consommation et d'effort de traction produit par la machine. Une foule nombreuse et curieuse assiste régulièrement aux essais,.

Présentation de la locomotive en janvier 1911.
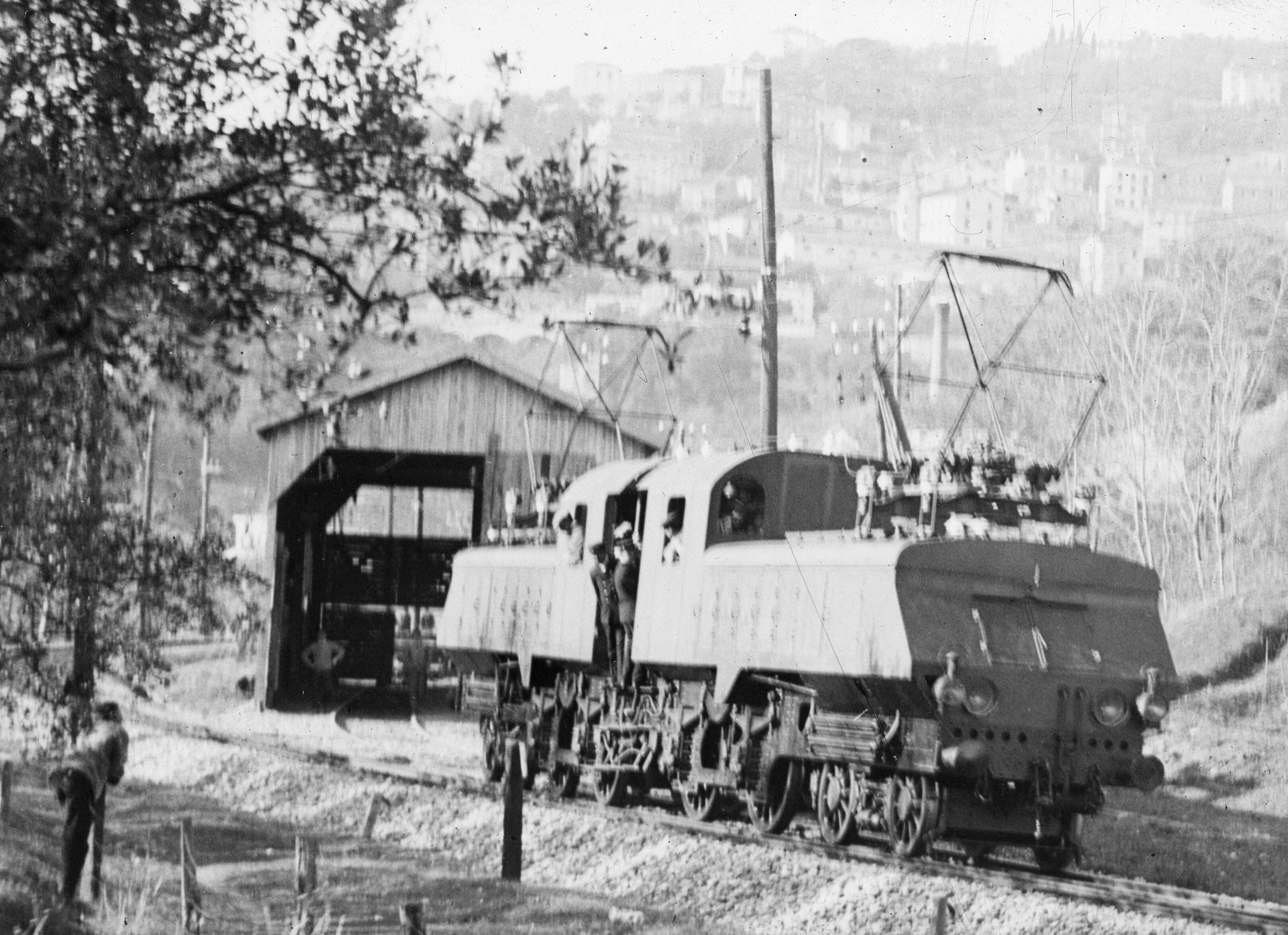
La locomotive sortant de sa remise en bois.
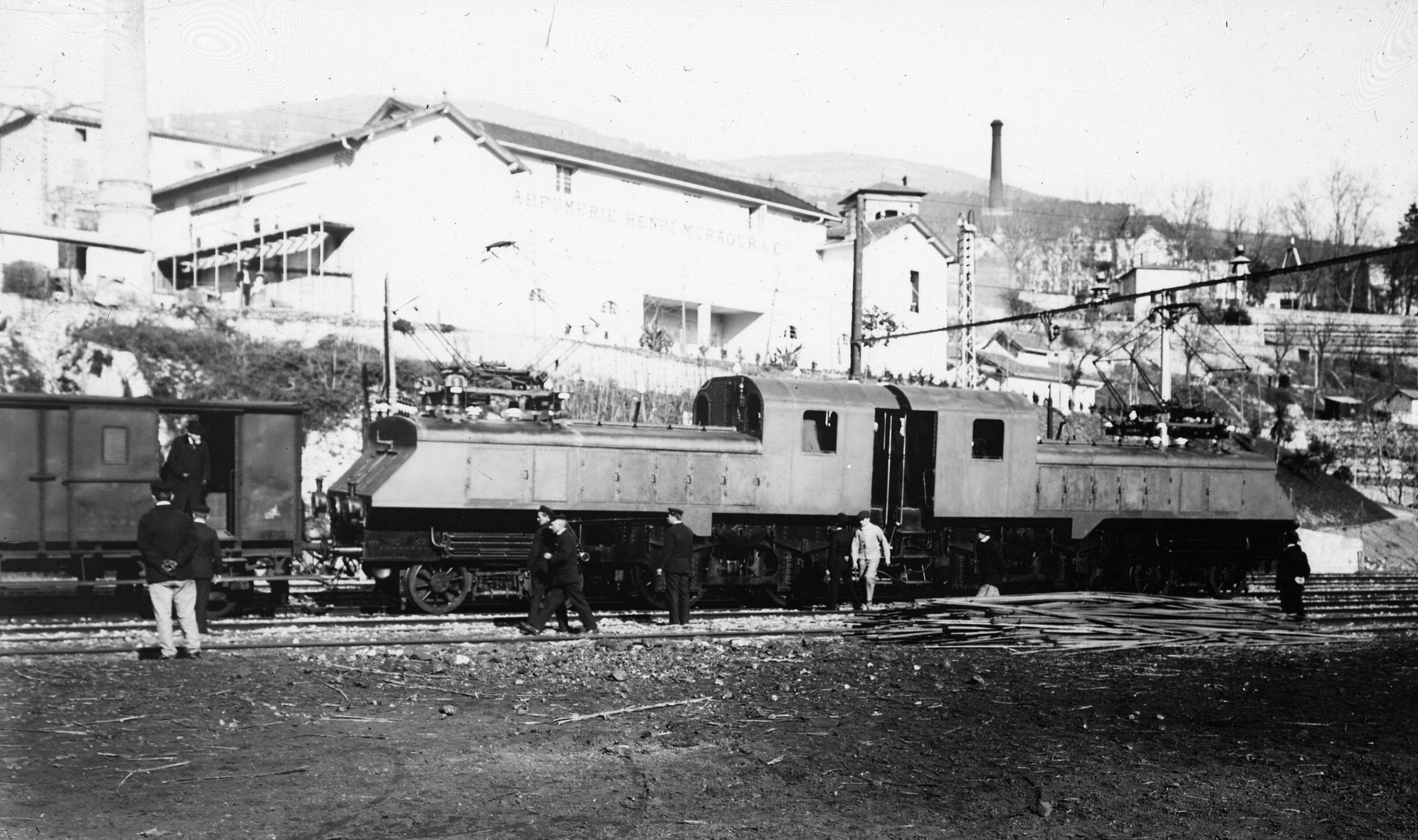
La locomotive devant les parfumeries de Grasse.
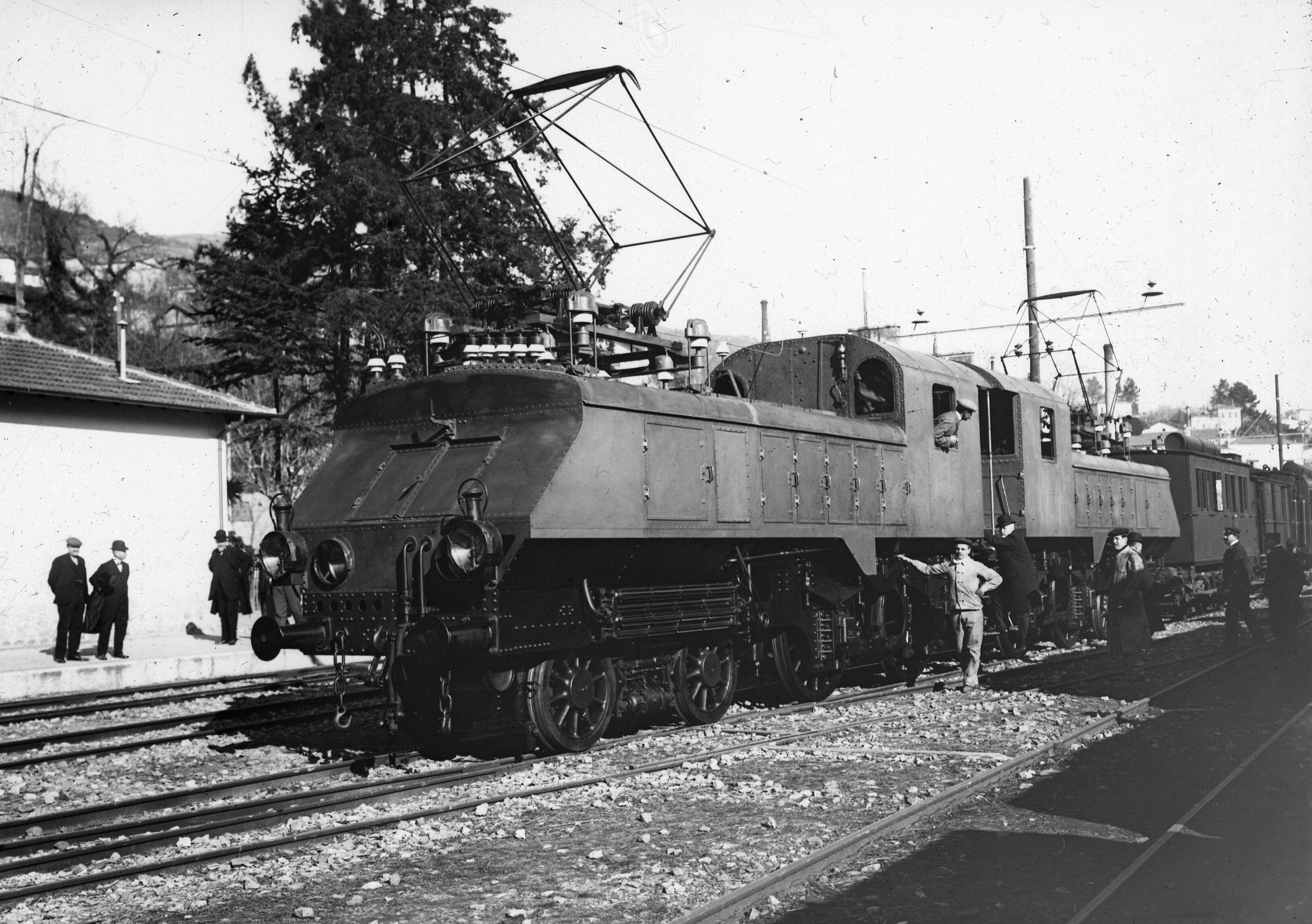
La locomotive en gare de Grasse.

La présentation officielle de la machine est quant à elle organisée le 22 janvier 1911. Léon Mauris, directeur du PLM, y assiste, accompagné de MM. Chabal, ingénieur en chef du matériel et de la traction, Margot, ingénieur en chef de l'exploitation, Étienne, ingénieur en chef de la voie et Hoerchel, ingénieur en chef du service technique,. D'autres personnalités prennent également part à cette présentation en plus d'Auvert et Ferrand. La locomotive est attelée à une rame composée de dix-sept voitures et fourgons à bagages pour un total remorqué de 260 t. La train part de Grasse dans la descente vers Mouans-Sartoux, trajet qui est parcouru en 14 minutes afin de démontrer le bon fonctionnement des freins. Le trajet retour est effectué en 9 minutes. Tous les participants à cette présentation saluent les performances prometteuses de la machine et Léon Mauris félicite Auvert et Ferrand pour leur invention.
| Date                          | Public | But des essais ou de la présentation |
| ----------------------------- | --- | --- |
| 25 novembre 1910              | | Essais de traction d'une rame de 198 t. Allure moyenne de 60 km/h en rampe de 5 ‰ et vitesse de 48 km/h en rampe de 20 ‰. |
| 22 janvier 1911               | Chefs des différents services du PLM, dont le directeur de la compagnie Léon Mauris. | Présentation officielle de la locomotive. |
| 24 janvier 1911               | Émile Roubaud, journaliste au Petit Marseillais. | Présentation par Alphonse Ferrand de la locomotive. |
| Nuit du 4 au 5 février 1911   | M. Toppmann, ingénieur-conseil de la compagnie bernoise et Dr Hesse, ingénieur d'Alioth,. | Essais en rampe et en surcharge avec une rame de 227 t. |
| Nuit du 15 au 16 février 1911 | Deux ingénieurs autrichiens représentant le ministère autrichien des Chemins de fer. | Essais de vitesse, de démarrage et de surcharge avec une rame de 236 t. Vitesse de 65 km/h en rampe de 5 ‰ et de 55 km/h en rampe de 20 ‰.                                                                                       |
| Nuit du 2 au 3 mars 1911      | Ingénieurs russes. | Marche de présentation. |
| 5 mars 1911                   | MM. Jandt, directeur de l'École supérieure d'électricité de Paris, Mausin, ingénieur électricien de l'Ouest-État, Hugron, ingénieur des Postes, télégraphes et téléphones (PTT) et Bujon, ingénieur des télégraphes du PLM,. | Essais réalisée à la demande des PTT avec rame de 225 t (vingt véhicules). Mesure de l'influence des courants de traction circulant dans la caténaire sur les lignes télégraphiques et téléphoniques qui longent la voie ferrée. |

De nouvelles marches d'essai sont potentiellement mises en place en 1913 avant d'être définitivement abandonnées durant l'été 1914 alors que les ingénieurs et techniciens suisses doivent rentrer dans leur pays à cause du début de la Guerre et que la caténaire est définitivement déposée.

## Description et caractéristiques
La locomotive Auvert et Ferrand est composée de deux trucks moteurs symétriques accouplés dos à dos,. La masse totale de la locomotive est de 136 t et sa longueur hors tout est de 20,650 m. Chaque truck repose sur deux essieux porteurs de 1 000 mm et est entraîné par deux essieux moteurs de 1 500 mm de diamètre.
La captation du courant de traction est assurée par deux pantographes en losange de conception Westinghouse à commande pneumatique. Le capot de chaque truck abrite un transformateur statique pour l'alimentation en courant alternatif des redresseurs-régulateurs, deux redresseurs-régulateurs actionnés par moteur synchrone et un autre transformateur statique alimentant les moteurs synchrones et le moteur de démarrage. Les redresseurs-régulateurs sont couplés en série et fournissent en débit normal une intensité de 1 200 A et une tension de 600 V. Le moteur de démarrage quant à lui  fonctionne également en génératrice et alimente divers équipements électriques. Un bobine de self-induction et une pompe à air actionnée par un moteur monophasé complètent l'équipement de chaque truck.
Quatre moteurs de traction entraînent chacun un des essieux moteurs. Il s'agit de moteurs à courant continu à six pôles développant une puissance de 400 ch (soit 1 600 ch au total) à 650 tr/min. Les moteurs sont montés perpendiculairement aux essieux, ces derniers étant entraînés par les moteurs grâce à des roues coniques,. Le rendement total de la machine est estimé entre 78 et 80 %.

Livrée de la locomotive Auvert et Ferrand du PLM.

La locomotive Auvert et Ferrand arbore une livrée gris sombre pour le châssis et kaki pour la caisse.

## Suite des essais

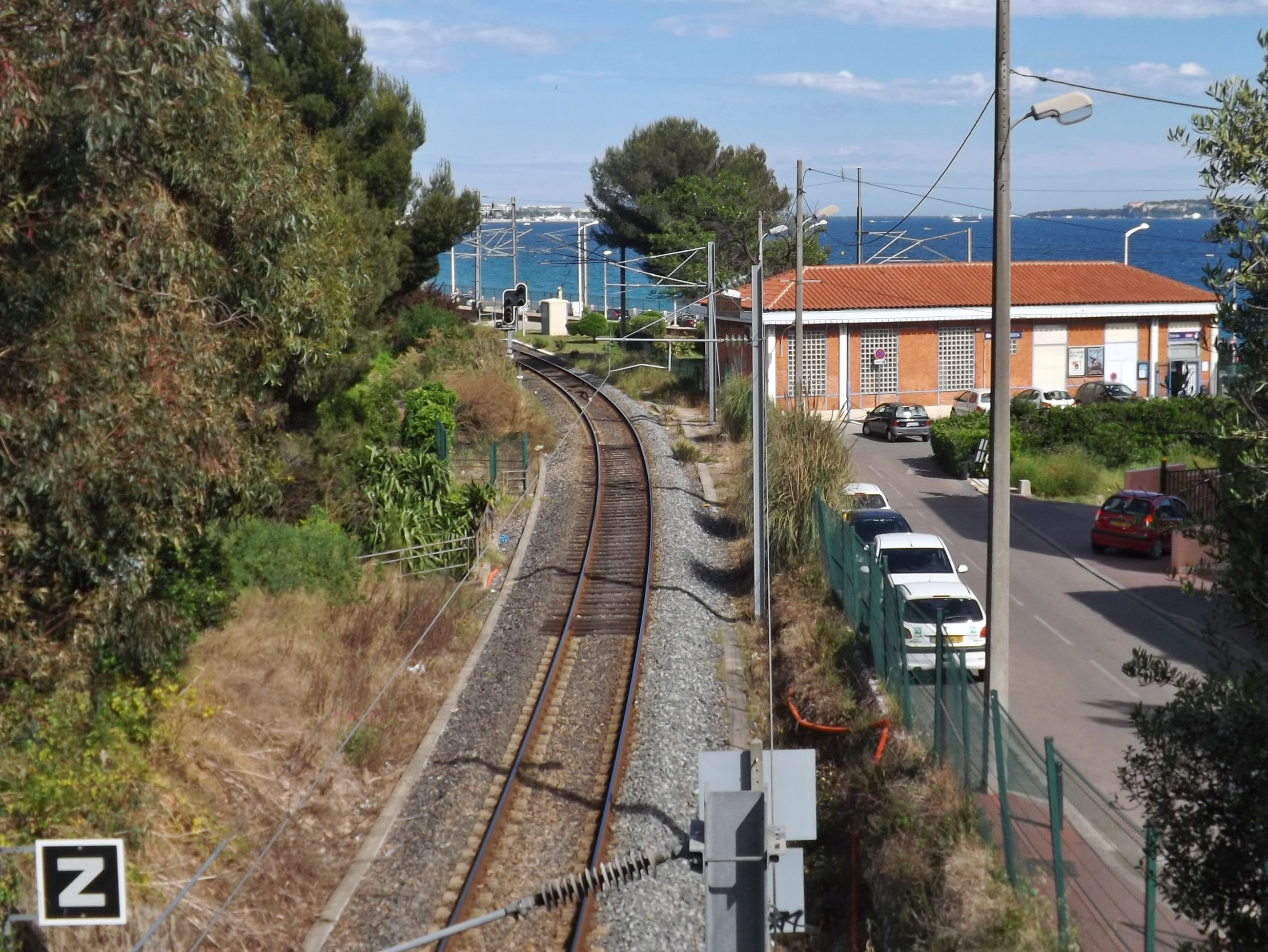
Caténaire de la ligne de Cannes à Grasse en 2014.

Les essais de la locomotive Auvert et Ferrand sont jugés prometteurs et démontrent le potentiel de la traction électrique ferroviaire de grande puissance. Cependant, la locomotive est lourde et relativement peu puissante par rapport à sa masse. Aussi, Auvert conçoit rapidement une nouvelle locomotive électrique plus performante qu'il présente en 1911 dans la Revue générale des chemins de fer. Ce projet de locomotive adopte une configuration 1D1, avec une puissance de 2 000 ch et une masse de 96 t,. Le PLM décide malgré tout de ne pas concrétiser ce projet et la nouvelle locomotive d'Auvert ne quitte pas les planches à dessin.
Le PLM demeure de fait une compagnie vaporiste et ne lance pas de véritable plan d'électrification de ses lignes, malgré l'existence d'artères majeures sur son réseau comme la ligne impériale entre Paris et Marseille. Par la suite, seule la ligne de la Maurienne est électrifiée par troisième rail dans les années 1920. Dans le même temps, la compagnie du Midi électrifie massivement ses lignes pyrénéennes, profitant de la facilité de produire de l'hydroélectricité en montagne dont aurait aussi pu bénéficier le PLM.
Le PLM décide de ne pas maintenir la traction électrique sur la ligne de Cannes à Grasse. Après le démontage de la caténaire Alioth entre Grasse et Mouans-Sartoux, la ligne est de nouveau exploitée intégralement avec des machines à vapeur. Elle ferme au trafic voyageur en 1938, la traction des trains de marchandises subsistant est confiée à des locomotives à moteur thermique. Sous la pression des élus locaux et de la population, la ligne rouvre partiellement en mai 1978 entre Cannes et Ranguin après des travaux de modernisation. Les navettes sur la ligne sont assurées par un EAD à moteur Diesel. Devant la baisse de sa fréquentation, cette navette est arrêtée en novembre 1995. La ligne rouvre une seconde fois le 26 mars 2005 après avoir été électrifiée en 25 kV. Elle est depuis desservie par des TER 2N PG (Z 23500), des TER 2N NG (Z 24500) et des Regio 2N (Z 55500).